# Степівська сільська рада (Тетіївський район)
| Степівська сільська рада — орган місцевого самоврядування у Тетіївському районі Київської області з адміністративним центром у с. Степове. Історична дата утворення: в 1919 році. Сільській раді були підпорядковані населені пункти: - с. Степове |

## Склад ради
Рада складалась з 14 депутатів та голови.

### Керівний склад ради
| ПІБ                  | Основні відомості                                                                  | Дата обрання | Дата звільнення |
| -------------------- | ---------------------------------------------------------------------------------- | ------------ | --------------- |
| Коваль Олег Іванович | Сільський голова, 1968 року народження, освіта, член Соціалістичної партії України | 26.03.2006   | 31.10.2010      |
| Коваль Олег Іванович | Сільський голова, 1968 року народження, освіта вища, член Партії регіонів          | 31.10.2010   |                 |

Примітка: таблиця складена за даними джерела